# Großer Peilstein
Der Große Peilstein ist mit 1061 m ü. A. die höchste Erhebung des Ostrongs und gleichzeitig die höchste Erhebung des gesamten südlichen Waldviertels (Österreich) und des Bezirks Melk. Der höchste Berg des Waldviertels ist der Tischberg mit 1063 m ü. A.

## Geographie
Weitere Erhebungen am Ostrong sind der Kleine Peilstein (1024 m ü. A.)  sowie der Kaiserstein (935 m ü. A.). Dessen Name geht auf Kaiser Franz I. zurück, der von seinem Sommersitz Schloss Luberegg aus gerne die Gipfel um Münichreith bestieg.
Nach Schlägerungen ist die Sicht von der Gipfelkuppe des Großen Peilsteins in Richtung Norden frei (Stand Frühjahr 2013). Den wesentlich umfassenderen Ausblick, auch in Richtung Laimbach am Ostrong bietet jedoch der Felssporn des Kleinen Peilsteins 300 Meter weiter nordöstlich (mit großem Gipfelkreuz und Gipfelbuch).

## Anstiege
Der meistbegangene direkte Anstieg auf den Großen Peilstein (von Laimbach über die Schneidermauer und den Kleinen Peilstein) erfordert etwa 1¼ Stunden. Für den Weg von Münichreith über den Kaiserstein, der zuletzt lang auf dem Höhenrücken des Ostrongs verläuft, benötigt man 2½ bis 3 Stunden.